# Xã Washington, Quận Allen, Indiana
Xã Washington (tiếng Anh: Washington Township) là một xã thuộc quận Allen, tiểu bang Indiana, Hoa Kỳ. Năm 2010, dân số của xã này là 36.092 người.